# Henning Dyremose
Henning Dyremose (ur. 22 grudnia 1945 w Holstebro) – duński polityk, menedżer i przedsiębiorca, poseł do Folketingetu, minister pracy i finansów w rządach Poula Schlütera, w 1993 przewodniczący Konserwatywnej Partii Ludowej.

## Życiorys
Z wykształcenia inżynier, ukończył w 1969 studia w Danmarks Tekniske Højskole. Początkowo pracował jako konsultant, później jako główny ekonomista i dyrektor do spraw marketingowych w różnych przedsiębiorstwach.
Zaangażował się w działalność polityczną w ramach Konserwatywnej Partii Ludowej. W latach 1979–1984 i 1990–1993 sprawował mandat posła do Folketingetu. Od 1986 do 1989 był ministrem pracy, następnie do 1993 zajmował stanowisko ministra finansów.
W 1993 został nowym przewodniczącym swojego ugrupowania, zastępując Poula Schlütera. Jeszcze w tym samym roku na czele partii stanął Hans Engell, a Henning Dyremose wycofał się z działalności politycznej. M.in. do 1998 kierował koncernem Dalhoff Larsen og Horneman, następnie jako dyrektor generalny (1998–2006) i prezes (2007–2008) był związany z przedsiębiorstwem telekomunikacyjnym Tele Danmark. Przewodniczył również krajowym organizacjom gospodarczym: Duńskiej Radzie Handlowej (2004–2009) i zrzeszeniu przemysłowemu DI-Dansk Industri (2005–2008).